# Adjetivalização
A adjetivalização (AO 1945: adjectivalização) é um processo morfológico a partir do qual se formam adjetivos contendo pelo menos um radical e um afixo derivacional (por derivação) ou mais do que um radical (por composição).
A adjetivalização, consoante a classe gramatical da palavra base, pode ser classificada em:
- Denominal, se a base de que deriva o adjetivo é um nome;

harmoni(a) + -oso → harmonioso
- Deverbal, se a base de que deriva o adjetivo é um verbo;

trace(jar) + -ante → tracejante
- Deadjetival, se a base é, também, um adjetivo.

in- + feliz → infeliz